# Urara Meirochō
Urara Meirochō (うらら迷路帖?) es una serie de manga yonkoma escrita e ilustrada por Harikamo, serializada en la revista de manga seinen Manga Time Kirara Miracle! de Hōbunsha desde 2014. Ha sido compilado en tres volúmenes tankōbon. Una adaptación a anime de J.C.Staff se emitió entre el 5 de enero y el 23 de marzo de 2017, en España se puede ver en Filmin en versión original subtitulada bajo el título Adivina como puedas.

## Personajes
Chiya (千矢 Chiya)
Seiyū: Sayaka Harada
Koume Yukimi (雪見 小梅 Koume Yukimi)
Seiyū: Yurika Kubo
Nono Natsume (棗 ノノ Natsume Nono)
Seiyū: Haruka Yoshimura
Kon Tatsumi (巽 紺 Tatsumi Kon)
Seiyū: Kaede Hondo
Nina Natsume (棗 ニナ Natsume Nina)
Seiyū: Ai Kayano
Saku Iroi (色井 佐久 Iroi Saku)
Seiyū: Ayaka Suwa
Ōshima (大島)
Seiyū: Yuka Takakura
Shiozawa (塩沢)
Seiyū: Hitomi Sasaki

## Medios de comunicación

### Anime
Una adaptación a anime de J.C.Staff se emitió entre el 5 de enero y el 23 de marzo de 2017. El opening es "Yumeji Labyrinth" (夢路らびりんす) interpretado por Labyrinth (Sayaka Hirada (Chiya), Yurika Kubo (Koume Yukimi), Haruka Yoshimura (Nono Natsume), y Kaede Hondo (Kon Tatsumi)) mientras el ending es "go to Romance>>>>>" interpretado por Luce Twinkle Wink☆.

#### Lista de episodios
| Núm. | Título | Fecha de emisión      |
| ---- | --- | --------------------- |
| 1    | "La chica adivina de la fortuna, a veces muestra su estómago" "Shōjo Toka, Tokidoki Onaka" (少女とか、時々おなか)                                    | 5 de enero de 2017    |
| 2    | "Las cosas que buscamos por y para nuestros sueños, a veces son dulces" "Sagu-mono to Yume, Tokidoki Kanmi" (探物と夢、時々甘味)                     | 12 de enero de 2017   |
| 3    | "Nuestros amigos y colegas, a veces son rivales" "Nakama to Tomodachi, Tokidoki Raibaru" (仲間と友達、時々ライバル)                                  | 19 de enero de 2017   |
| 4    | "Las cosas buenas y las cosas malas, a veces son cosquillosas" "Ii Koto to Warui Koto, Tokidoki Kusuguttai" (良いことと悪いこと, 時々くすぐったい)   | 26 de enero de 2017   |
| 5    | "Las novias y los dioses, a veces estornudan" "Hanayome to Kami-sama, Tokidoki Hakkushun" (花嫁と神様, 時々はっくしゅん)                             | 2 de febrero de 2017  |
| 6    | "Amor y persecucuión, a veces bien bien bien" "Koi to Tsuiseki, Tokidoki Yōshi Yoshi Yoshi" (恋と追跡, 時々よーしよしよし)                           | 9 de febrero de 2017  |
| 7    | "Invocaciones y brujas, a veces hay que estar preparado" "Norito to Majo, Tokidoki Kakugo" (祝詞と魔女, 時々覚悟)                                    | 16 de febrero de 2017 |
| 8    | "Cosas prohibidas, a veces totalmente desnudas" "Ikenai Koto to Wakannai Koto, Tokidoki Suppokopon" (いけないこととわかんないこと, 時々スッぽこぽん) | 23 de febrero de 2017 |
| 9    | "Conocimiento de madre, a veces es para tu bien" "Haha to Kokoroe, Tokidoki Anata no Tame" (母と心得, 時々あなたのため)                              | 2 de marzo de 2017    |
| 10   | "Cuatro chicas y el examen de ranking, a veces son desafíos" "Yonin to Shōkakushiken, Tokidoki Shiren" (四人と昇格試験, 時々試練)                    | 9 de marzo de 2017    |
| 11   | "Chiya y Kurō, a veces lloran" "Chiya to Kurō, Tokidoki Namida" (千矢とくろう、時々涙)                                                               | 16 de marzo de 2017   |
| 12   | "Baños y celebraciones, a veces tienen sonrisas" "Ofuro to Oiwai, Tokidoki Egao" (お風呂とお祝い、時々笑顔)                                          | 23 de marzo de 2017   |